# Норд-Адлер (лінійний корабель, 1820)
«Норд-Адлер» — 74-гарматний вітрильний лінійний корабель Чорноморського флоту Російської імперії.

## Опис
Вітрильний 74-гарматний двопалубний лінійний корабель. Місткість корабля становила 1839 тонн, довжина між перпендикулярами — 54,3 метра, ширина — 14,7 метра, осадка — 5,9 метра.
Озброєння «Норд-Адлеру» складалося з двадцяти восьми 36-фунтових короткоствольних гармат на нижній палубі, на верхній — ще тридцять 24-фунтових короткоствольних гармат. Ще вісімнадцять 8-фунтових гармат або 24-фунтових карронад знаходилися на баці і чвертьпалубі.
Вартість спорудження корабля становила 1 184 013 рублів і 59 копійок, при цьому з них 933 986 рублів і 94 копійки були виділені на корабель без артилерії, тобто на будівництво корпусу і парусного озброєння. Проводка на камелях — 280 985 рублів і 41 копійку, на ремонт після проводки виділили ще 197 335 рублів і 60 копійок. Врешті-решт загальна вартість корабля сягнула 1 662 334 рублі й 60 копійок.
Корабель названо на честь російського державного герба — двоголового орла. Назва корабля спадкова, від петровського корабля «Північний орел» («Норд-Адлер»), збудованого у Санкт-Петербурзі у 1720 році.

## Історія
Закладений у Миколаєві на стапелі Миколаївського адміралтейства 21 травня 1817 року, головний будівник — корабельний майстер 6-го класу А. І. Меліхов, в добудові корабля брав участь О. П. Прокоф'єв. Після спуску на воду 24 травня 1820 року перейшов до Севастополя і увійшов до складу Чорноморського флоту Російської імперії.
Протягом 1822—1827 років виходив у практичні плавання в Чорне море. 21 квітня 1828 року.
Після початку російсько-турецької війни 1828—1829 років, «Норд-Адлер» в складі ескадри віцеадмірала О. С. Грейга вийшов із Севастополя і 2 травня прибув до Анапи. 7 травня корабель брав участь у бомбардуванні фортеці з відстані 4—5 кабельтових, а 18 травня з кораблем «Пармен» відбивав атаку османів, які зробили вилазку проти російських військ, що брали фортецю в облогу.
3 липня 1828 року, після капітуляції Анапи, корабель з ескадрою вийшов у море і через 10 днів прийшов до Коварни. «Норд-Адлер» крейсував біля Варни, а 7 серпня протягом трьох годин, маневруючи, обстрілював фортецю. З 20 по 23 серпня корабель продовжив обстріл, стоячи на шпринзі. Від вогню у відповідь корабель отримав 15 пробоїн і 47 пошкоджень рангоуту. Двоє людей з екіпажу корабля вбито, ще двоє поранено. 21 вересня того ж року «Норд-Адлер» прийняв на борт 308 поранених і хворих і доправив їх до Одеси, після чого повернувся до Севастополя.
28 березня 1829 року корабель із загоном прийшов до Сизополя, а 26 квітня з ескадрою О. С. Грейга вийшов у крейсерство до Босфору. Основне завдання ескадри адмірала Грейга полягало у припиненні можливості виходу турецького флоту з Босфору до Чорного моря. Також ставилося завдання сприяти сухопутним військам фельдмаршалів І. І. Дібіча та І. Ф. Паскевича.
Згодом із загоном капітана 1-го рангу І. С. Скаловського відправився крейсувати вздовж анатолійського берега. У період з 3 до 5 травня біля Пендераклії загін обстріляв турецькі берегові батареї і висадив групу з одного офіцера і десяти матросів, яка змогла підпалити 60-гарматний турецький лінійний корабель. Вогонь перекинувся на решту ескадри, внаслідок чого згоріло 17 кораблів противника. 6 травня «Норд-Адлер» і загін возз'єдналися з ескадрою, з якою повернувся до Сизополя. Після цього корабель з ескадрою ще кілька разів виходив у крейсерство до Босфору.
7 серпня 1829 року корабель перебував у загоні капітан-лейтенанта К. М. Баскакова. Загін обстрілював берегові укріплення фортеці Інада і висадив десант, який захопив фортецю. 10 вересня «Норд-Адлер» прийняв на борт поранених, а також захоплені турецькі гармати, і вийшов із Сизополя до Севастополя.
У 1830 році, після завершення війни, корабель виходив у практичні плавання в Чорному морі. Згодом того ж року виведений зі списку флоту, а у 1839 році розібраний.

## Командири
- П. А. Додт (1820);
- Й. І. Стожевський (1821—1828);
- Ф. О. Юр'єв (1828 — 6 червня 1829);
- П. В. Чупрасов (6 червня 1829 — 1830);
- Є. І. Колтовський (1830).